# Саша Марјановић
Саша Марјановић (Ниш, 13. новембар 1987) је српски фудбалер. Игра на средини терена, а тренутно наступа за крушевачки Напредак.

## Каријера
Марјановић је фудбал почео да тренира у Железничару из Ниша, одакле је 2002. стигао у Партизан. У Партизану је потписао стипендијски уговор и уступљен је на годину дана Телеоптику, да би већ 2004. прешао у Чукарички, где је остао до 2009. Пут га је одатле даље водио у Јагодину, па Шериф из Тираспоља и да би после годину дана прешао у Раднички из Ниша. У јуну 2016. потписао је двогодишњи уговор са Партизаном. У сезони 2016/17. са Партизаном осваја дуплу круну. Провео је и први део сезоне 2017/18. у Партизану, да би почетком 2018. године споразумно раскинуо уговор са клубом. Након тога игра у Казахстану за Актобе, затим на Кипру за Неа Саламину, да би се почетком октобра 2020. вратио у српски фудбал и потписао за Напредак из Крушевца. У јуну 2022. поново је приступио нишком Радничком. Годину и по дана био је играч Радничког након чега се у јануару 2024. вратио у крушевачки Напредак.

## Трофеји

### Шериф Тираспољ
- Првенство Молдавије (2) : 2012/13, 2013/14.
- Куп Молдавије (1) : 2013.

### Партизан
- Суперлига Србије (1) : 2016/17.
- Куп Србије (1) : 2016/17.